# Línea 41 (Buenos Aires)
La línea 41 es una línea de colectivos del Área Metropolitana de Buenos Aires. Une Boedo con Munro y Villa Adelina, y es operada por la empresa Azul S.A.T.A.
Cubre un recorrido que une la localidad de Carapachay, en cercanías de la estación del mismo nombre en el partido de Vicente López, con la intersección de las calles Sánchez de Loria y Cochabamba (límite de los barrios porteños de Boedo y San Cristóbal), en un depósito de colectivos ubicado bajo la Autopista 25 de Mayo (AU1).

## Unidades
Colores: Las unidades están pintadas totalmente de amarillo, con letras identificatorias en azul (estilo anterior) y amarillo con fondo negro (nuevo estilo). En 2007 tras la compra de la sociedad por otra empresa todas las unidades fueron reemplazadas por nuevas, con el cambio de color. Anteriormente los colores eran principalmente el azul, con franjas amarillas y bandas blancas.
En la actualidad, la totalidad de la flota está compuesta por unidades Agrale MT17.0 LE y Mercedes-Benz OH 1721L-SB carrozadas por Nuovobus-Hepricar S.A.
Unidades en Circulación: 80

## Administración
- Empresa: Azul SATA: Ingeniero Silveyra 3710, Carapachay, Buenos Aires. Tel.: (011) 4763 0545 / 4766 2106.

- Sede Central: Rosario Bus S. A.: San Juan 1280, Rosario, Santa Fe. Tel.: (0341) 440 3111 / 440 5588 / 447 6215 / 448 4285

## Puntos de interés
- Torre Ader
- Estación Munro
- Centro Comercial de Munro
- Museo del Cine Lumiton
- Parque Sarmiento

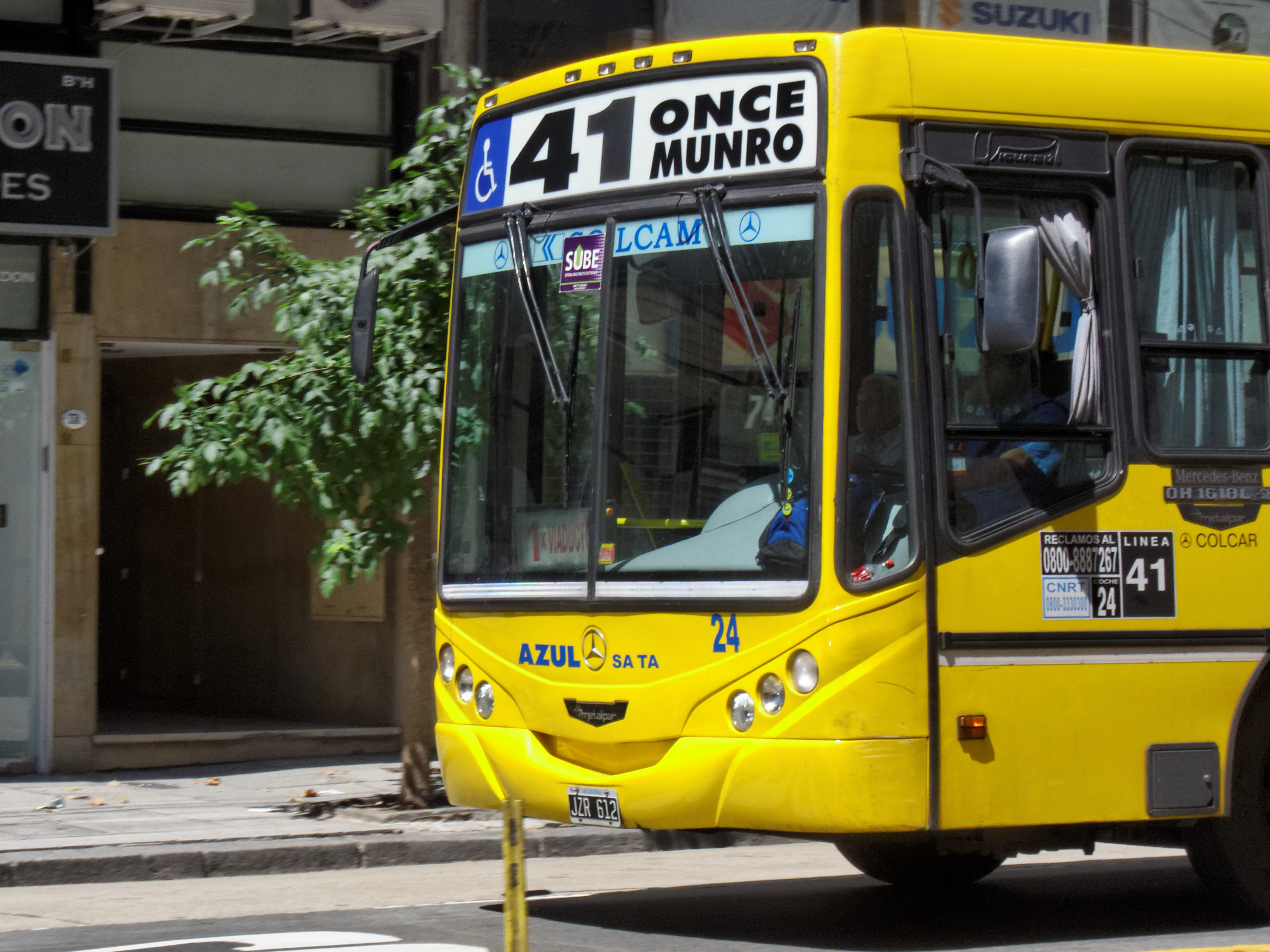
Interno número 24, dominio JZR612. Unidad carrozada por Metalpar modelo Iguazú, montada sobre chasis Mercedes-Benz OH1618L-SB

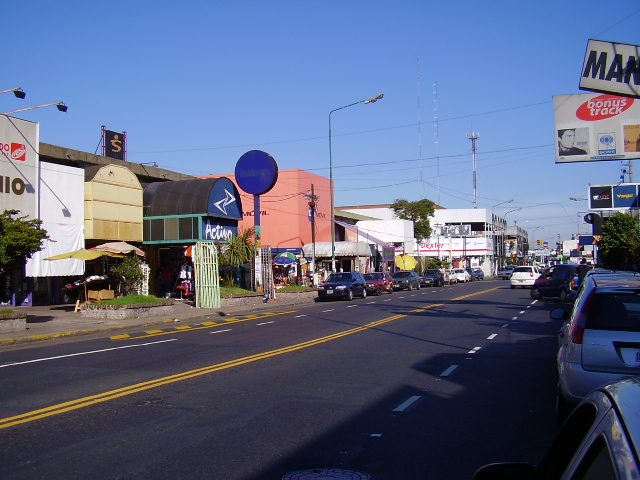
El Centro Comercial de Munro, una de las zonas con más ventas de la zona norte del conurbano bonaerense, uno de los puntos que atraviesa la línea

- Unión de Rugby de Buenos Aires (a 200 m)
- Hospital Pirovano (a 500 m)
- Avenida Cabildo
- Centro Comercial de Belgrano
- Plaza Belgrano (a 100 m)
- Parroquia Inmaculada Concepción, más conocida como La Redonda de Belgrano (a 100 m)
- Barrancas de Belgrano (a 700 m)
- Museo de Arte Español Enrique Larreta (a 100 m)
- Museo Casa de Rogelio Yrurtia (a 500 m)
- Colegio Nuestra Señora de la Misericordia
- Shopping El Solar de la Abadía
- Hospital Militar Central de Buenos Aires
- Instituto Geográfico Nacional
- Viaducto Carranza
- Regimientos 1 y 2 de Patricios
- Portal Palermo Shopping (a 300 m)
- Puente Pacífico
- La Rural
- Plaza Italia
- Zoológico de Buenos Aires
- Jardín Botánico de Buenos Aires
- Parque Las Heras
- Hospital J. Fernández (a 100 m)
- Alto Palermo Shopping (a 500 m)
- Hospital Rivadavia
- Canal 7, la TV Pública (a 450 m)
- Facultad de Ingeniería, Sede Las Heras (a 100 m)
- Cementerio de la Recoleta (a 200 m)
- Plaza Intendente Alvear, comúnmente conocida como Plaza Francia (a 400 m)
- Museo Nacional de Bellas Artes (a 400 m)
- Clínica y Maternidad Suizo Argentina
- Hospital Alemán de Buenos Aires
- Hospital de Clínicas 'Dr. José de San Martín' (a 250 m)
- Biblioteca Nacional de Argentina
- Facultad de Cs. Económicas (a 300 m)
- Facultad de Medicina (a 400 m)
- Shopping Abasto (ex Mercado de Abasto) (a 700 m)
- Plaza Miserere (Plaza Once)
- Hospital Ramos Mejía
- Hospital Español de Buenos Aires (a 100 m)
- Spinetto Shopping (a 500 m)

### Estaciones de tren y subte
- Estación Munro (Línea Belgrano Norte)
- Estación L. M. Saavedra (Línea Mitre)
- Estación Coghlan (Línea Mitre)
- Estación Belgrano C (Línea Mitre)
- Estación Ministro Carranza (Línea Mitre)
- Estación Palermo (Línea San Martín)
- Estación Once (Línea Sarmiento)
- Plaza Miserere
- Pueyrredón
- Congreso de Tucumán
- Juramento
- José Hernández
- Olleros
- Ministro Carranza
- Palermo
- Plaza Italia
- Pueyrredón
- Jujuy
- General Urquiza
- Las Heras
- Santa Fe
- Córdoba
- Corrientes
- Once
- Venezuela
- Humberto I

## Recorrido

### Ramal 1

#### Carapachay - Plaza Martín Fierro
Partiendo de Ing. M. Silveyra 3710, por esta; Santiago del Estero; Av. Bernardo Ader; Av. Vélez Sársfield; Fleming,Carlos Villate, Av. B. Mitre; -cruce Avenida General Paz, paso a Buenos Aires-; Av. R. Balbín; Lugones; Av. Congreso; Av. Cabildo; -Viaducto Carranza-; Av. Santa Fe; Calzada Circular de Plaza Italia; Av. Las Heras; Av. Pueyrredon; Av. Rivadavia; Gral. Urquiza; Cochabamba, hasta la calle Sánchez de Loria.

#### Plaza Martín Fierro - Carapachay
Partiendo de Sánchez de Loria entre Cochabamba y Constitución, por la primera; Constitución; La Rioja; Av. Belgrano; Av. Jujuy; Av. Pueyrredon; Av. Las Heras; Calzada Circular de Plaza Italia; Av. Santa Fe; -Viaducto Carranza-; Av. Cabildo; Av. Congreso; Mariano Acha; Av. R. Balbín; -cruce Avenida General Paz, paso al Partido de Vicente López-; Av. B. Mitre ; Av. Vélez Sársfield; Av. Bernardo Ader; Rafael Obligado; Av. M. Cajaraville; Domingo de Acassuso; Ing. M. Silveyra, hasta la terminal.

### Ramal 2 X Dorrego(inactivo)

#### Carapachay - Plaza Martín Fierro (inactivo)
Partiendo de Ing. M. Silveyra, por esta; Santiago del Estero; Av. Bernardo Ader; Av. Vélez Sársfield; Fleming,Carlos Villate, Viaducto Munro, Guillermo Marconi; General Belgrano; Carlos Villate; Av. B. Mitre; -cruce Av. Gral Paz, Av. R. Balbín; Lugones; Av. Congreso; Av. Cabildo; Av. Dorrego; Av. Luis María Campos; Arturo Dresco; Av. Santa Fe; Calzada Circular de Plaza Italia; Av. Las Heras; Av. Pueyrredon; Av. Rivadavia; Gral. Urquiza; Cochabamba, hasta la calle Sánchez de Loria.

#### Plaza Martín Fierro - Carapachay  (inactivo)
Partiendo de la intersección de las calles Cochabamba y Sánchez de Loria, por esta; Constitución; La Rioja; Av. Belgrano; Av. Jujuy; Av. Pueyrredon; Av. Las Heras; Calzada Circular de Plaza Italia; Av. Santa Fe; Av. Luis María Campos; Av. Dorrego; Huergo; Clay; Av. Dorrego; Av. Cabildo; Av. Congreso; Mariano Acha; Av. R. Balbín; -cruce Av. General Paz, Av. B. Mitre; Av. Vélez Sársfield; Av. Bernardo Ader; Rafael Obligado; Av. M. Cajaraville; Domingo de Acassuso; Ing. M. Silveyra, hasta la terminal.

## Siniestros relevantes
- 16 de octubre de 2012: choque entre una unidad y un camión recolector de residuos.[1][2]